# Ratpenat d'esquena nua de l'illa Biak
El ratpenat d'esquena nua de l'illa Biak (Dobsonia emersa) és una espècie de ratpenat endèmica d'Indonèsia.